# De diligendo Deo
De diligendo Deo (dal latino Sul dovere di amare Dio) è un'opera scritta da Bernardo di Chiaravalle e composta fra il 1130 e il 1141.

## Contenuto e temi
Bernardo di Chiaravalle, nel suo trattato, compie un passo avanti decisivo nella letteratura descrittiva degli stati mistici, in un estremo ascetismo della semplicità che è molto visibile dal punto di vista artistico. La liturgia sviluppa melodie raffinate totalmente al servizio della parola divina per rivelarne tutta la ricchezza e il mistero in essa contenuti. È quindi fondamentale che l'ascolto non sia disturbato da altri segnali, da qui la ricerca del silenzio. Non c'è vero ascolto senza l'atteggiamento fondamentale dell'umiltà: dice infatti Bernardo  “L’umiltà è una virtù per la quale l’uomo diventa spregevole ai propri occhi perché conosce meglio se stesso".
Questa autentica conoscenza di sé può essere ottenuta solo ritornando a se stessi. Conoscendo la sua propensione al peccato, il monaco deve esercitare, come Dio, misericordia e carità verso tutti gli uomini. Accettandosi così com'è, grazie a questo processo di umiltà e di lavoro interiore, l'uomo che conosce la propria miseria diventa capace di simpatizzare con quella degli altri.
Secondo Bernardo di Chiaravalle dobbiamo allora arrivare ad amare Dio attraverso l'amore di noi stessi e non più di Lui. La consapevolezza che siamo dono di Dio ci apre all'amore per tutto ciò che è Suo. Questo amore è, per Bernardo, l'unica via che permette di amare adeguatamente il prossimo poiché permette di amarlo in Dio. Finalmente, dopo questo viaggio interiore, arriviamo all'ultima tappa dell'amore che è amare Dio per Dio e non più per sé stessi.

## I gradi dell'amore
Secondo Bernardo di Chiaravalle, quindi, vi sono quattro gradi dell'amore:
1. L'amore di sé stessi per sé;
2. L'amore di Dio per sé;
3. L'amore di Dio per Dio;
4. L'amore di sé per Dio.

## Libero arbitrio
Per Bernardo di Chiaravalle, grazie al suo libero arbitrio, l'uomo ha la possibilità di scegliere senza costrizione di peccare o di seguire la strada che conduce all'unione con Dio. Attraverso l'amore di Dio gli è possibile non peccare e raggiungere il vertice della vita mistica non volendo più altro che Dio, cioè liberarsi da ogni possibilità di peccare pur essendo totalmente libero. Ciò che motiva il desiderio dei cistercensi di lasciare il mondo è l'unione nell'amore della creatura con il creatore. Unione vissuta perfettamente dalla Vergine Maria che è modello esemplare di vita spirituale cistercense. Per questo i monaci cistercensi hanno nei suoi confronti una devozione particolare.

## Fortuna dell'opera
L'opera ha esercitato un importante influsso non solo sulla mistica medievale ma anche sul pensiero cristiano dei secoli successivi.